# Shin Sung-Hy
Shin Sung-Hy est un peintre (abstrait) coréen du XXe siècle, né en 1948 à Ansan et mort en octobre 2009 à Élancourt.

## Biographie
En 1971, Shin Sung-Hy fait des études au collège d'Art de Séoul. Il participe à des expositions collectives, dont :
- en 1977, IVe Triennale de l'Inde ;
- en 1980, à Paris Whanki foundation ;
- en 1983 à Paris Salon de Mai — Tokyo, Osaka et autres villes du Japon ;
- en 1985, XIIIe Biennale de São Paulo ;
- en 1987 à Séoul, Artistes des années 1980, galerie Hyundai ;
- en 1989, 1991, Séoul, Seoul Art Fair, galerie Hyundai ;
- en 1995 à Paris, FIAC (Foire Internationale d'Art Contemporain), présenté par la galerie Hyundai de Séoul, etc.

Il expose individuellement :
- en 1982 à Los Angeles ;
- en 1988, 1994 à Séoul, galerie Hyundai ;
- en 1992 à New York, galerie Sigma ;
- en 1997 à Paris, galerie Baudoin-Lebon etc. ;
- en 1998 à Nantes, galerie Convergence ;

Sa peinture abstraite, semble se situer entre matiérisme, monochrome, art pauvre.